# Siekiera, motyka
Siekiera, motyka (phát âm tiếng Ba Lan: [ɕɛˈkʲɛra mɔˈtɨka], "Rìu, Cuốc") là một bài hát kháng chiến rất nổi tiếng tại Ba Lan từ thời Thế chiến II. Đây trở thành bài hát nổi tiếng nhất của Warszawa và toàn bộ lãnh thổ Ba Lan khi bị chiếm đóng. Bài hát được lấy cảm hứng từ một giai điệu dân gian hài hước cũ (năm 1917). Lời bài hát liên tục thay đổi, trở thành bài hát kháng chiến trong một ấn phẩm năm 1938.

## Hoàn cảnh sáng tác
Lời bài hát kháng chiến được sáng tác vào khoảng tháng 8 năm 1942 tại Warszawa, bởi một thành viên của ZWZ Anna Jachnina, người vợ trẻ của một đội trưởng quân đội từ trước cuộc xâm lược. Lời bài hát nhanh chóng sinh ra nhiều biến thể. Năm 1943, bài hát đã được lưu truyền ở cánh báo chí ngầm trong cuộc kháng chiến Ba Lan (Posłuchajcie ludzie), ở ấn phẩm bibuła của Ủy ban Tuyên truyền (Komisja Propagandy) Armia Krajowa.   Âm nhạc - và một phần lời bài hát - được dựa trên giai điệu và lời bài hát sẵn có.

## Tầm ảnh hưởng
Phát xít Đức đưa ra hình phạt khi ai đó hát bài hát này, song Siekiera, motyka vẫn là bài hát được nhiều người biết đến thời Ba Lan bị chiếm đóng.
Bài hát kể về cuộc sống thời chiếm đóng ở Warszawa. Nội dung bài hát đặc biệt tố cáo hành động bắt bớ người gom vào một chỗ (łapanka) của Đức Quốc xã, đẩy người Ba Lan vào trại lao động cưỡng bức.
Bài hát được in lại trong một số sách và đĩa sau khi Đức không còn chiếm đóng. Bài hát này cũng xuất hiện trong trên bộ phim Zakazane piosenki (Bài hát cấm) đóng máy tại Ba Lan năm 1946.